# Mount Malfait
Mount Malfait ist ein 2080 m hoher Berg an der Borchgrevink-Küste des ostantarktischen Viktorialands. Er ragt 9 km nordwestlich des Kap Crossfire am Ende eines schroffen Gebirgskamms auf, der sich vom Malta-Plateau zwischen dem Mariner- und dem Borchgrevink-Gletscher nach Osten erstreckt, wo jene in das Rossmeer münden.
Das Advisory Committee on Antarctic Names benannte ihn 2006 nach Bruce T. Malfait (1947–2014), Leiter der marinen Geowissenschaften in der Abteilung für Ozeanographie der National Science Foundation von 2001 bis 2006.